# Inês de Hesse
Inês de Hesse (31 de maio de 1527 - 4 de novembro de 1555) foi uma nobre alemã que se tornou princesa-eleitora da Saxónia por casamento.

## Biografia
Inês era a filha mais velha do marquês Filipe I de Hesse e da sua primeira esposa, a duquesa Cristina da Saxónia. Casou-se no dia 9 de janeiro de 1541 com o futuro príncipe-eleitor Maurício da Saxônia. Deste casamento nasceram dois filhos, dos quais apenas a filha mais velha chegou à idade adulta. O casamento, ao contrário de outros da época, não foi arranjado e surgiu pela própria vontade de Maurício e Inês. As cartas trocadas entre o casal que sobreviveram até aos dias de hoje mostram uma amizade contínua e uma confiança mútua entre os dois. Inês também se informava sobre os planos políticos do marido. Após a morte da mãe de Inês em 1549, foi ela que passou a assumir a educação dos seus irmãos mais novos. O príncipe-eleitor Maurício da Saxónia morreu a 9 de julho de 1553 devido a ferimentos que sofreu na Batalha de Sievershausen.
A 26 de maio de 1555, Inês casou-se com o seu segundo marido, o duque João Frederico II da Saxónia. Nesta altura, a princesa-eleitora já se encontrava de má saúde e acabaria por morrer seis meses depois da união devido a um aborto espontâneo. Contudo, um escritor anónimo escreveu no coro da Igreja de São Pedro e Paulo em Weimar que Inês morreu envenenada. A verdadeira causa da sua morte só se pode especular. O facto de a marquesa se ter casado com a família rival do seu falecido marido pode provar a teoria de assassinato: os membros do ramo albertino da Casa de Wettin podem ter temido que Inês fosse fornecer informações secretas sobre o ramo ernestino.

## Descendência
1. Ana da Saxónia (23 de dezembro de 1544 - 18 de dezembro de 1577), segunda esposa do príncipe Guilherme I de Orange; com descendência.
2. Alberto da Saxónia (28 de novembro de 1545 - 12 de abril de 1546), morreu aos quatro meses de idade.

## Genealogia
| Inês de Hesse | Pai: Filipe I de Hesse   | Avô paterno: Guilherme II de Hesse       | Bisavô paterno: Luís II do Baixo Hesse                      |
| Inês de Hesse | Pai: Filipe I de Hesse   | Avô paterno: Guilherme II de Hesse       | Bisavó paterna: Matilde de Württemberg-Urach                |
| Inês de Hesse | Pai: Filipe I de Hesse   | Avó paterna: Ana de Mecklenburg-Schwerin | Bisavô paterno: Magnus II, Duque de Mecklemburgo            |
| Inês de Hesse | Pai: Filipe I de Hesse   | Avó paterna: Ana de Mecklenburg-Schwerin | Bisavó paterna: Sofia da Pomerânia, Duquesa de Mecklemburgo |
| Inês de Hesse | Mãe: Cristina da Saxónia | Avô materno: Jorge da Saxônia            | Bisavô materno: Alberto III da Saxónia                      |
| Inês de Hesse | Mãe: Cristina da Saxónia | Avô materno: Jorge da Saxônia            | Bisavó materna: Sidónia da Boémia                           |
| Inês de Hesse | Mãe: Cristina da Saxónia | Avó materna: Bárbara da Polónia          | Bisavô materno: Casimiro IV da Polónia                      |
| Inês de Hesse | Mãe: Cristina da Saxónia | Avó materna: Bárbara da Polónia          | Bisavó materna: Isabel da Áustria                           |